# Col de Monte-Moro
Le col de Monte-Moro est un col de montagne franchi par un sentier muletier à 2 852 ou 2 868 m d'altitude sur la crête principale des Alpes pennines au nord-est du mont Rose.

## Géographie
Le col se situe sur la frontière entre l'Italie et la Suisse : il relie la vallée de Saas, dans le Valais, à la vallée italienne d'Anzasca, latérale du val d'Ossola. Il se trouve à l'est du Seewjinenhorn (3 205 m) et du Monte Moro (2 984 m), et à l'ouest du Joderhorn (3 036 m).

## Histoire
Le col de Monte-Moro, difficilement carrossable, n'a jamais représenté une voie transalpine d'importance ; mais il eut au Moyen Âge une importance provinciale comme le montrent des vestiges de pavés ici et là. À cette époque, nombreux étaient les paysans valaisans à franchir les Alpes pour peupler peu à peu les vallées à l'est et au sud du mont Rose.

## Accès
Un sentier muletier mène de Saas-Almagell aux berges du lac de retenue de Mattmark vers le sud jusqu'au lit de la Saaser Vispa puis remonte abruptement vers le col. Juste au sud du col, on arrive à 2 810 m d'altitude au refuge Oberto-Maroli. Puis en grimpant encore, on rejoint le chemin de randonnée italien de Staffa, hameau de la commune de Macugnaga. De là, on peut désormais emprunter en téléphérique à station intermédiaire, qui mène quasiment jusqu'au col de Monte-Moro, et offre un remarquable panorama sur les plus hauts pics du mont Rose.

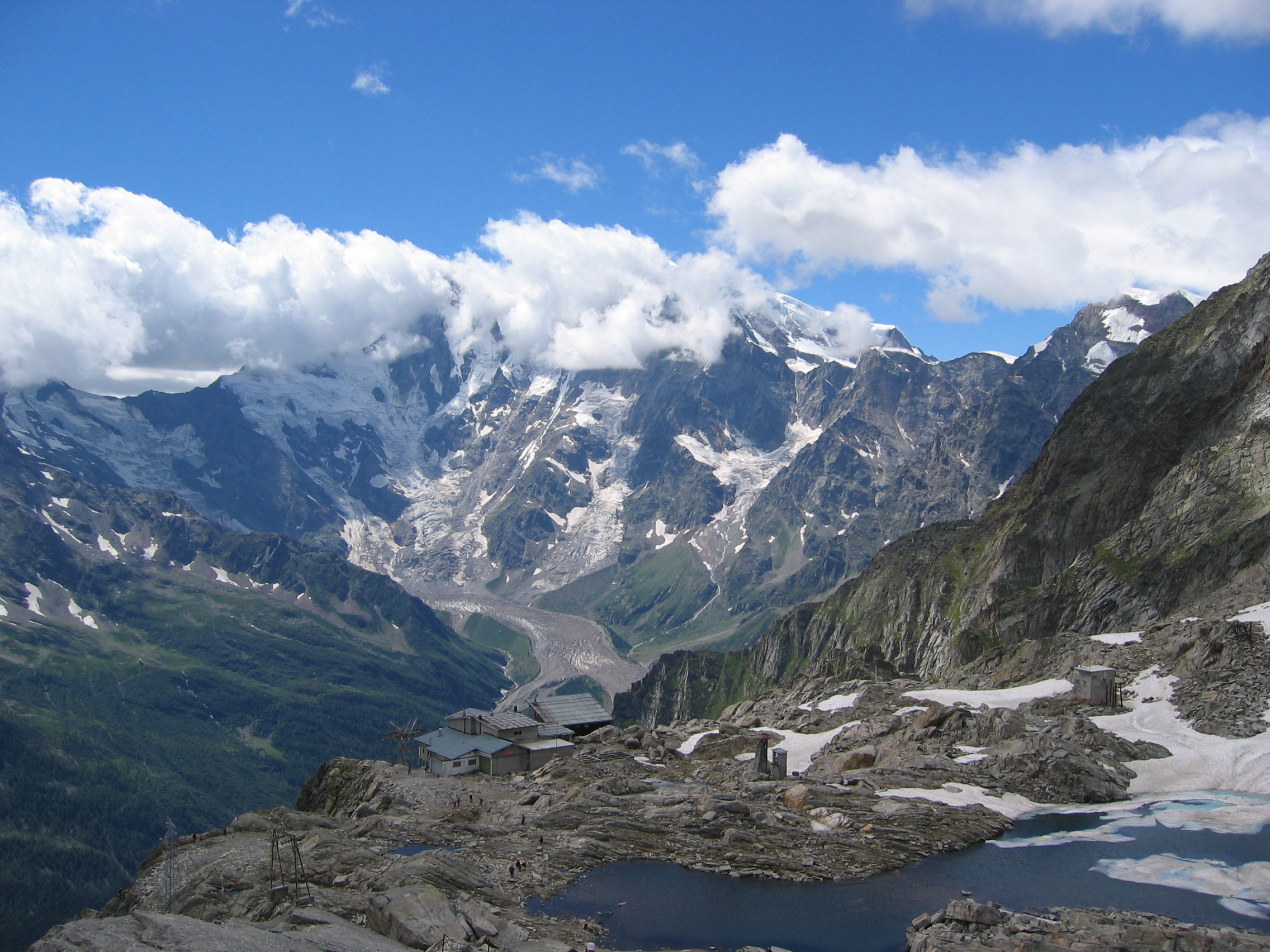
Le versant oriental du mont Rose vu du col, avec au premier plan la station de téléphérique.
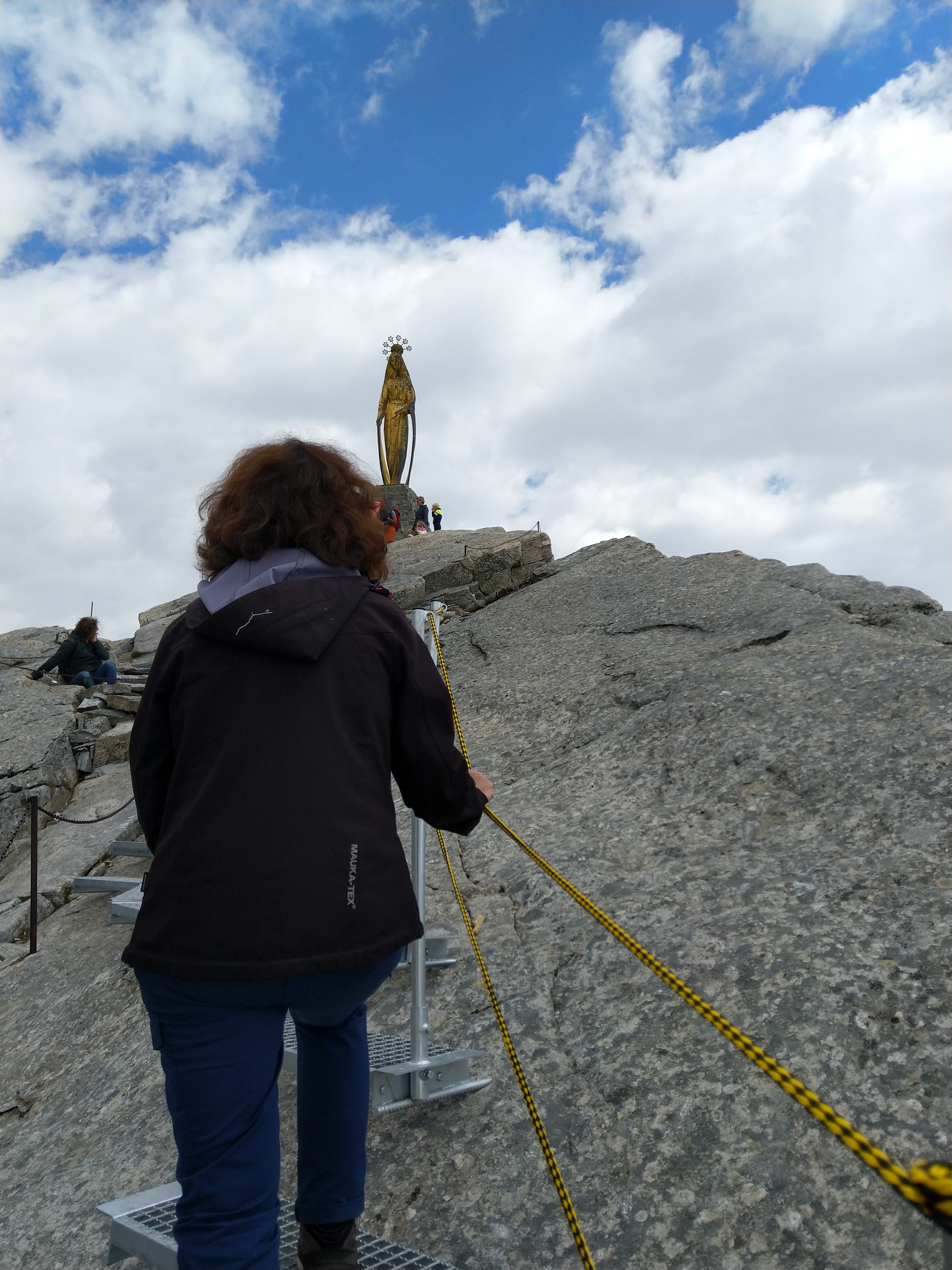
Chemin de traverse menant à Sainte-Marie des Neiges.